# Journal of Heart and Lung Transplantation
The Journal of Heart and Lung Transplantation is een internationaal peer-reviewed wetenschappelijk tijdschrift op het gebied van de thoraxchirurgie.
De naam wordt in literatuurverwijzingen meestal afgekort tot J. Heart Lung Transplant.
Het wordt uitgegeven door Elsevier namens de International Society for Heart Transplantation.